# Гвиди, Доменико
Доменико Гвиди (итал. Domenico Guidi; 6 июня 1625, Торано, Каррара — 28 марта 1701, Рим) — итальянский скульптор эпохи барокко. Работал главным образом в Риме, но его произведения известны и за пределами Италии.

## Жизнь и творчество
Доменико родился 6 июня 1625 года в Торано, местечке, которое ныне является частью Каррары. Его отец Джованни торговал мрамором (Каррара славится своими мраморными карьерами), а мать Анджела Финелли приходилась сестрой известному скульптору Джулиано Финелли.
В 1639 году Доменико Гвиди покинул родную Каррару и отправился в Неаполь, чтобы помочь своему дяде в создании бронзовых статуй, изображающих местных святых, для городского собора. Здесь он научился искусству «рисования и ваяния», а также модельному делу у Грегорио де Росси, который занимался изготовлением слепков с моделей Финелли.
После бегства из Неаполя в 1647 году во время восстания Мазаньелло, с 1648 года Гвиди находился в Риме. Его дядя Финелли враждовал Джованни Лоренцо Бернини, поэтому Гвиди поступил в мастерскую другого скульптора: Алессандро Альгарди, с которым сотрудничал во многих работах. Он трудился там с другим учеником: Эрколе Феррата (позднее учеником и помощником Бернини), над различными проектами, например, над композицией «Видение святого Николая» для римской церкви Сан-Никола-да-Толентино, завершённой в 1655 году.
Произведения Гвиди ценили как в Риме, так и в других городах Италии. В 1651 году он стал членом престижной Академии Святого Луки в Риме, председателем (рrincipe) которой он был в 1670 и 1675 годах.
После смерти Альгарди в 1654 году Доменико Гвиди работал самостоятельно, открыл собственную скульптурную мастерскую. Показал себя плодовитым мастером и незаурядным предпринимателем, выручавшим из своего предприятия большие доходы. Он выполнял заказы, поступавшие к нему со всей Италии, а также из Франции, Германии и Мальты. После смерти Джанлоренцо Бернини, Эрколе Феррата и Антонио Раджи он стал самым востребованным скульптором Рима. Благодаря сотрудничеству с французским живописцем и декоратором Шарлем Лебреном творчество Гвиди оказало влияние на развитие искусства скульптуры во Франции.
После кончины Альгарди в 1654 году Гвиди сотрудничал с французским скульптором, работавшим в Риме Пьером-Этьеном Монно, с которым он создавал алтарь в правом трансепте церкви Санта-Мария-делла-Виттория с композицией «Сон Святого Иосифа» (1695—1699), расположенный напротив шедевра самого Бернини «Экстаз святой Терезы» в той же церкви.
Доменико Гвиди сумел сделать очень много. Среди его произведений надгробие Натале Рондинини (1657) в римской церкви Санта-Мария-дель-Пополо, надалтарный рельеф «Оплакивание Христа» в Капелле-ди-Монте-ди-Пьета (1667—1676). К самым известным работам относятся горельеф «Святое семейство с Иоанном Крестителем, его родителями Захарием и Елизаветой» (1676—1683) в главном алтаре церкви Сант-Аньезе-ин-Агоне на площади Навона, «Милосердие» для гробницы Орацио Фальконьери и Оттавии Саккетти в апсиде базилики Сан-Джованни-деи-Фиорентини.
Гвиди работал на многих строительных площадках в Риме, например, над созданием статуи Ангела с копьем по проекту Бернини для моста Сант-Анджело (1668—1669), памятника Карло ди Монтекатини в Санта-Мария-ин-Аквиро, памятника Камилло дель Корно в церкви Иисуса и Марии на Корсо, аллегории «Осторожности» и памятника Гаспаре Тиене в церкви Сант-Андреа-делла-Валле.
Известность Доменико Гвиди за пределами Италии позволила ему вместе с Эрколе Феррата выполнить скульптурное убранство собора в Бреслау (сегодня Вроцлав).
Его авторитет во Французской академии в Риме способствовал получению ответственного заказа на создание мраморной группы, восхваляющей французского короля Людовика XIV под названием «Слава, написавшая историю короля» (La Renommée écrivant l’histoire du Roi), которая была отправлена в Версаль и помещена в парке замка. Документы также подтверждают его деятельность по реализации скульптурных элементов для фонтанов в садах Версаля. Работой Доменико Гвиди является «Распятие», находящееся в пантеоне дворца Эскориал в Мадриде.
Учеником скульптора был Винченцо Феличи.

## Галерея

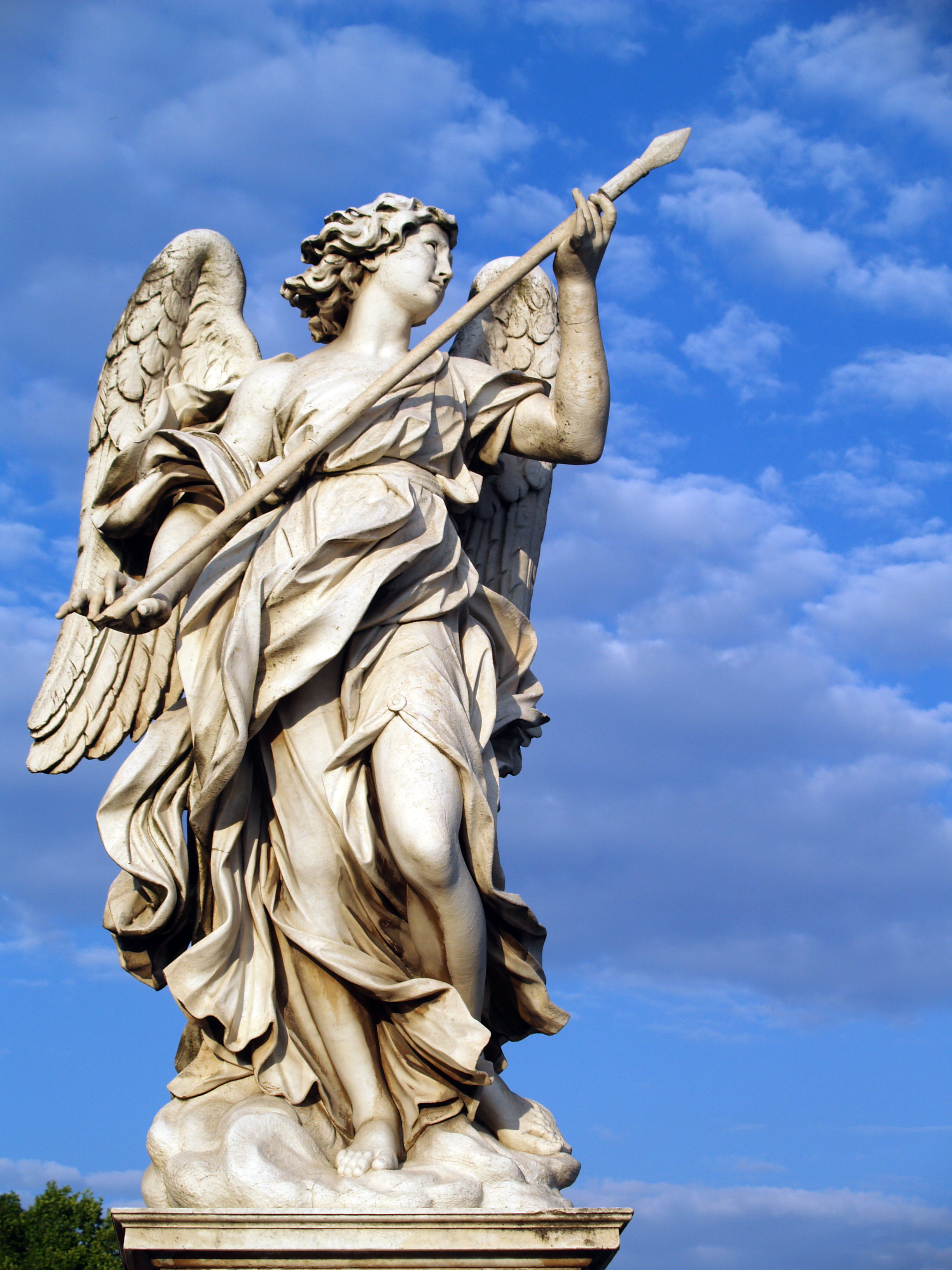
Ангел с копьём. 1668—1669. Мрамор. Мост Сант-Анджело, Рим
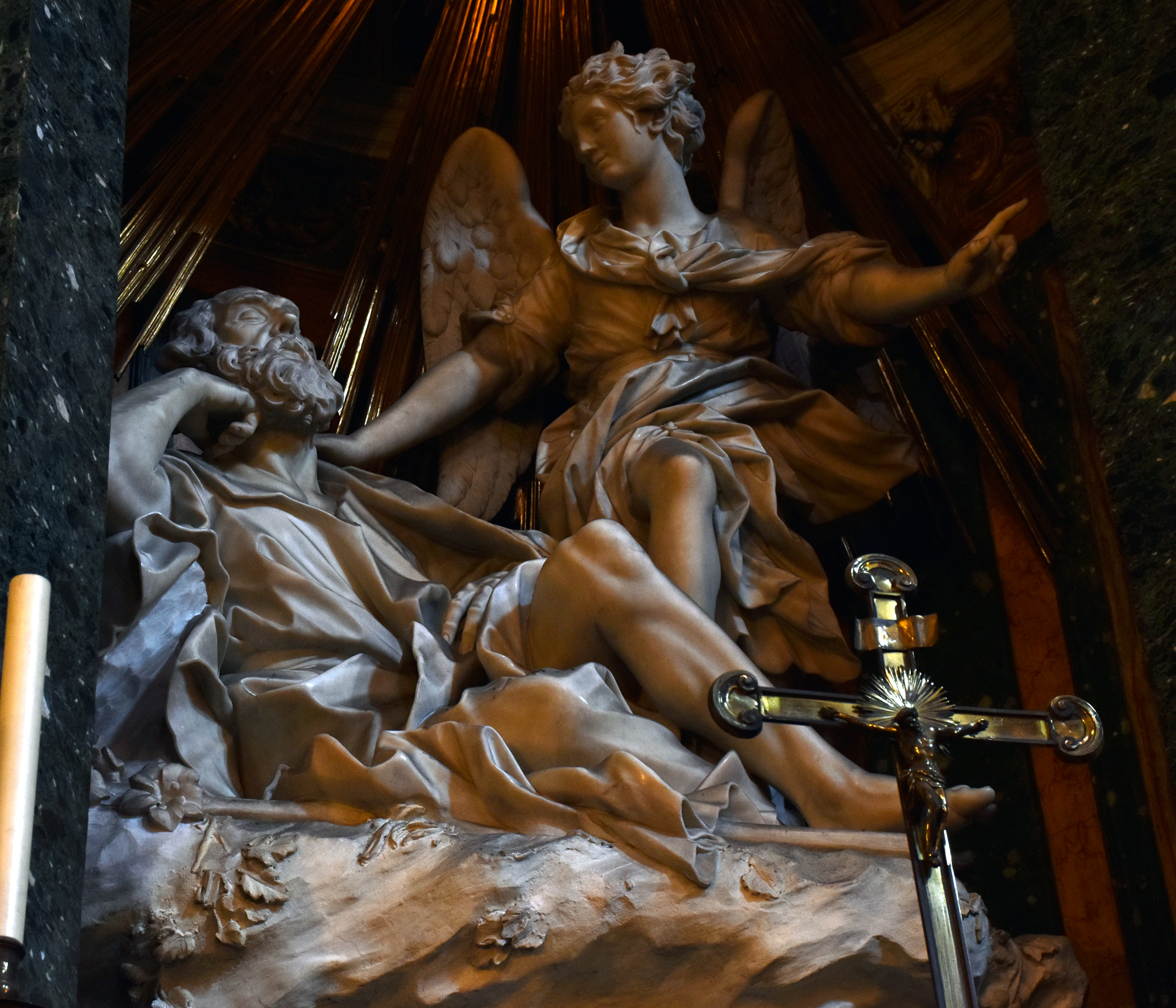
Сон Святого Иосифа. 1695—1699. Мрамор. Церковь Санта-Мария-делла-Виттория, Рим
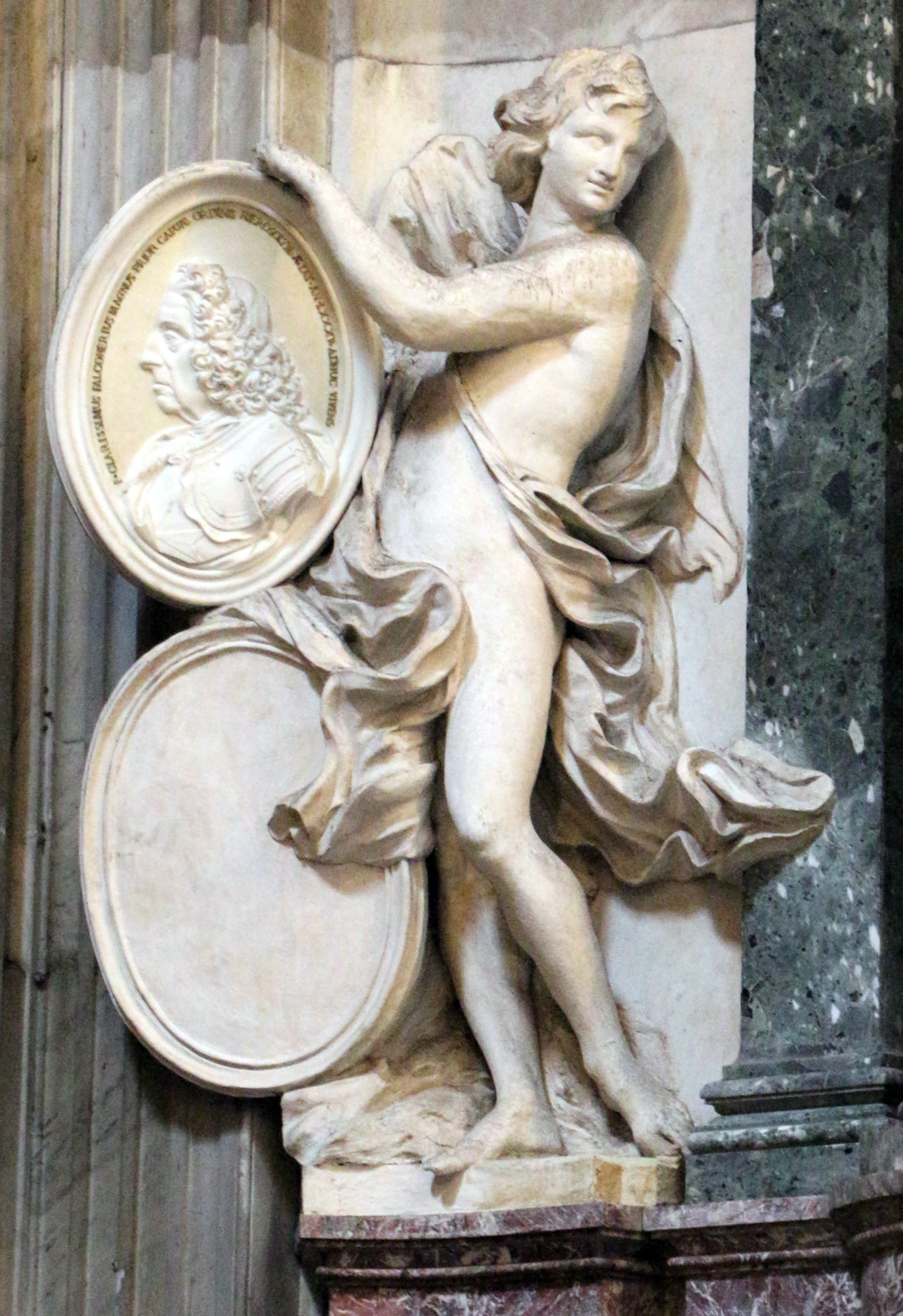
Деталь надгробия Орацио Фальконьери и Оттавии Саккетти в апсиде базилики Сан-Джованни-деи-Фиорентини, Рим
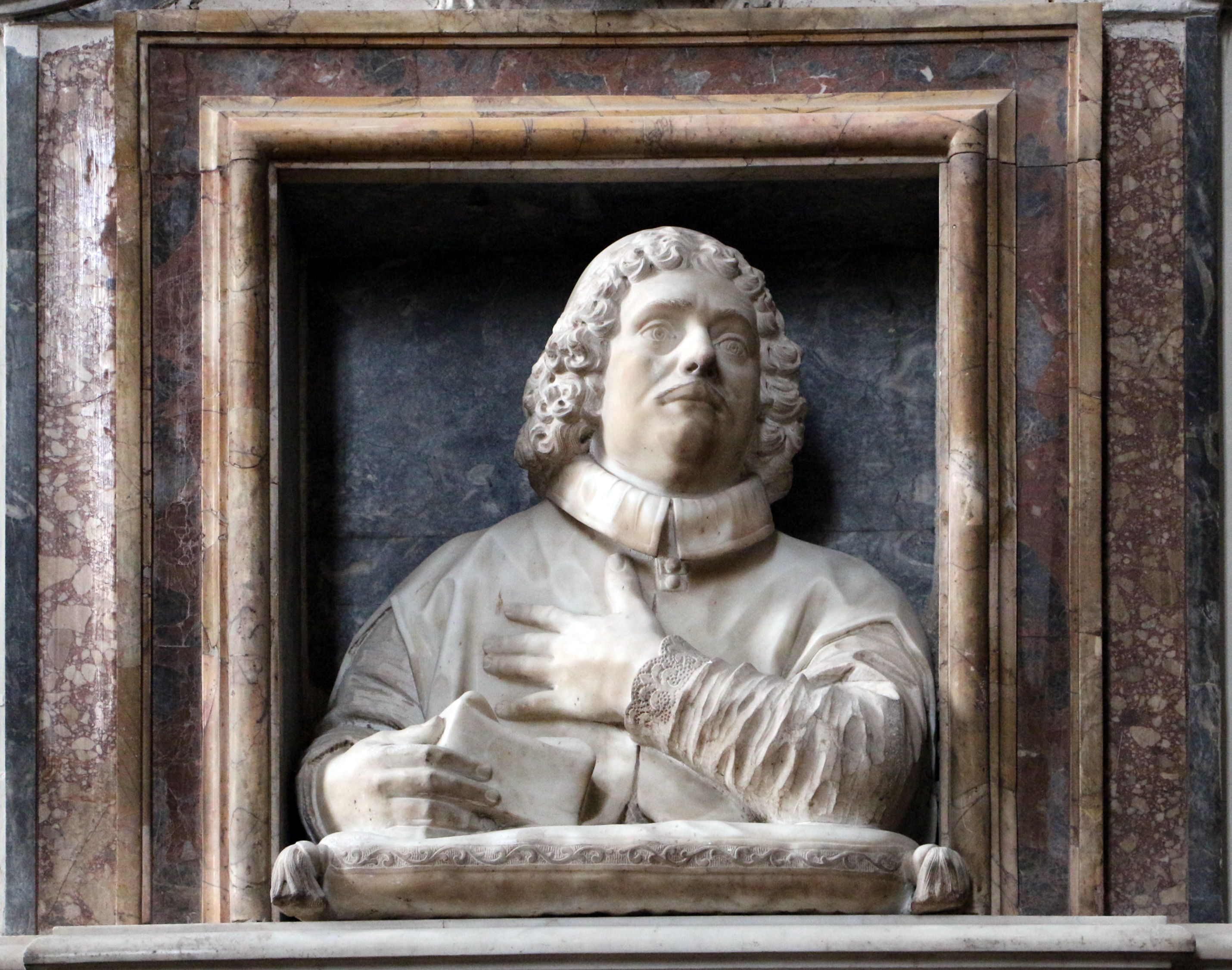
Бюст Алессандро Бенинкаса. 1594. Мрамор. Церковь Сан-Доменико, Перуджа
Портрет Фабрицио Наро. Ок. 1680. Мрамор. Художественный музей Кливленда, США
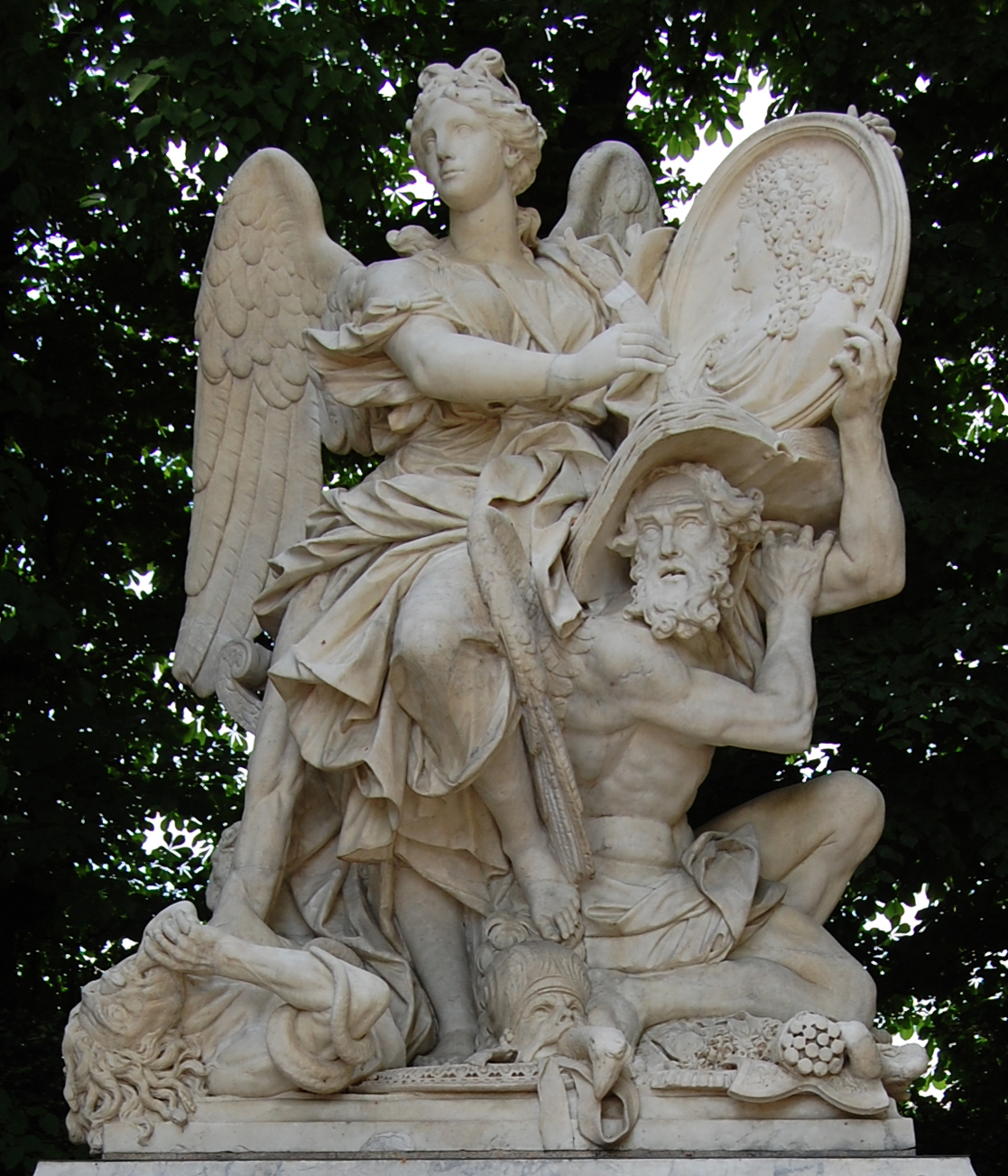
Слава, написавшая историю короля. 1677. Мрамор. Версаль
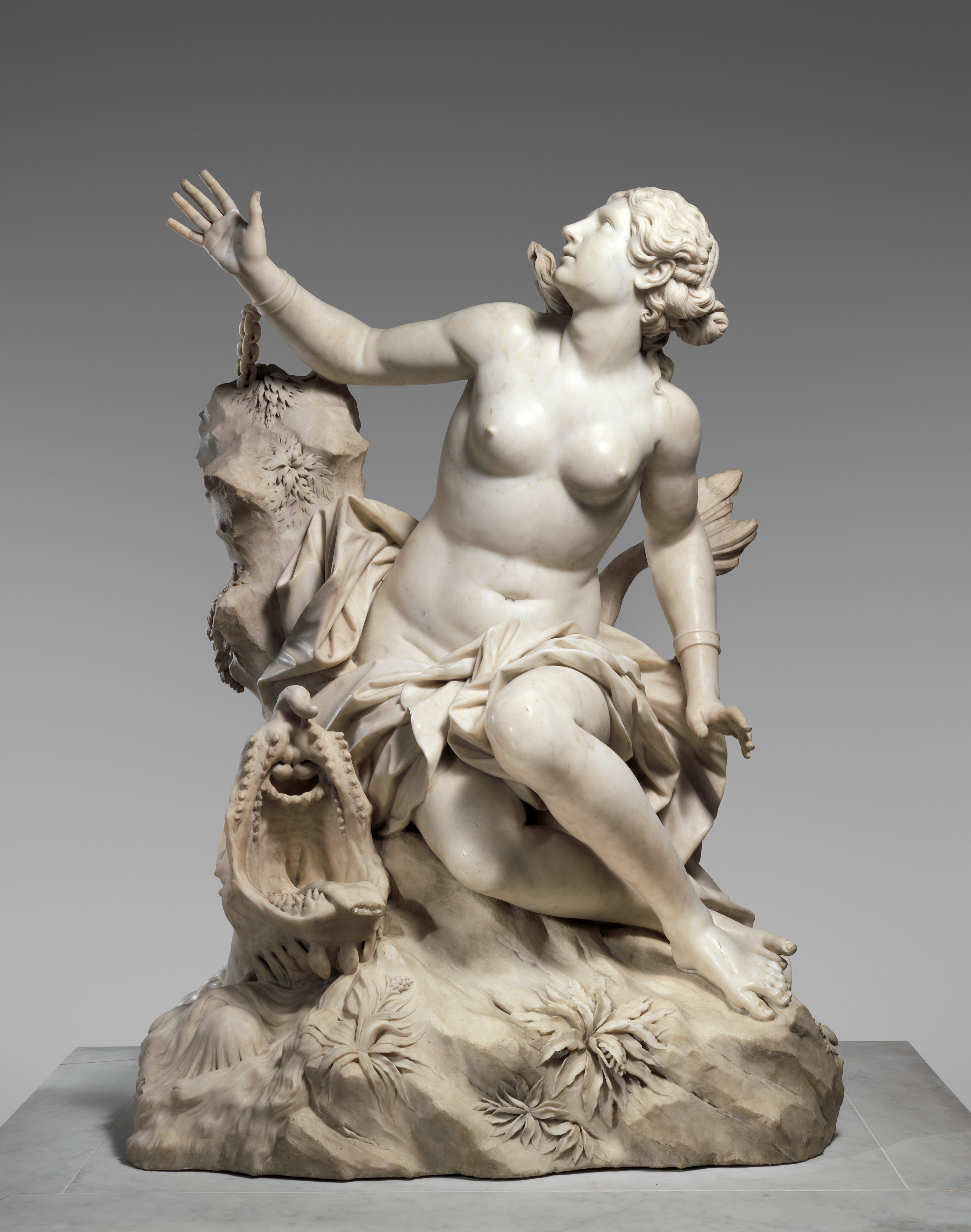
Aндромеда и морское чудовище. 1694. Мрамор. Метрополитен-музей, Нью-Йорк
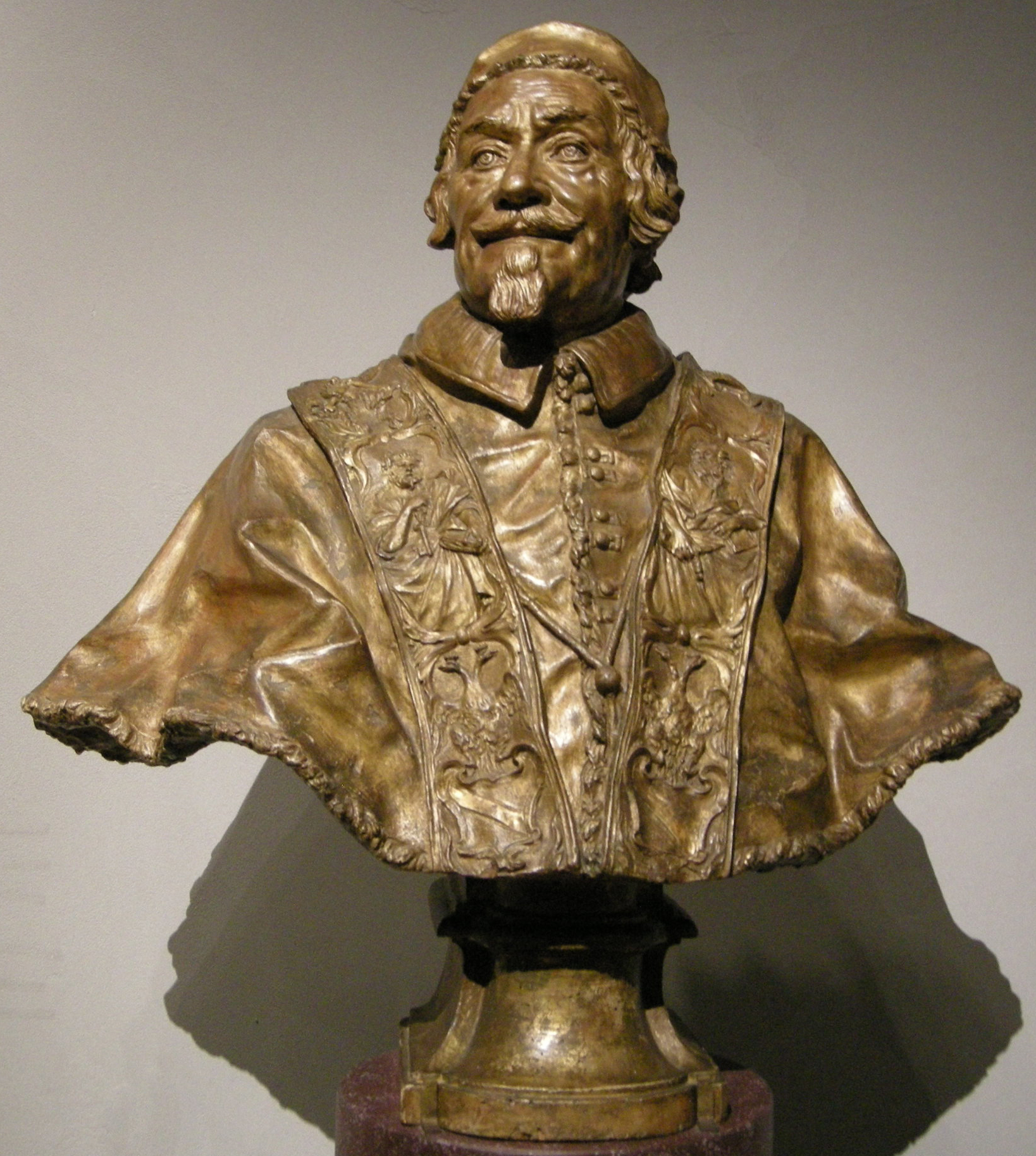
Бюст папы Александра VIII. 1691. Мрамор тонированный. Художественный музей, Лос-Анджелес, США